# V8 (intérprete de JavaScript)
V8 es un motor de código abierto para JavaScript y WebAssembly, creado por Google, siendo su programador jefe Lars Bak.
La primera versión del motor V8 fue lanzada el 2 de septiembre de 2008 al mismo tiempo que la primera versión del navegador Google Chrome.
Cabe destacar también que este motor no solo ha sido usado del lado del cliente, sino también del lado del servidor en Couchbase, MongoDB y Node.js.
Está escrito en C++ y es usado en Chromium, Microsoft Edge desde 2020, Brave y Opera. También está integrado en el navegador de internet del sistema operativo Android 2.2 “Froyo”. Implementa ECMAScript como especifica ECMA-262 5.ª edición y corre en Windows XP, Vista, Mac OS X 10.5 (Leopard) y Linux en procesadores IA-32 y ARM.
Chrome V8 puede funcionar de manera individual (standalone) o incorporada a cualquier aplicación C++.